# Agroklimatologija
Agroklimatologija je grana klimatologije koja proučava utjecaj klime i njezine promjene na poljoprivredu (uzgoj stoke i bilja, te njihov razvoj i raspored na površini Zemlje).

## Vanjske poveznice
- Agroklimatologija Hrvatska tehnička enciklopedija, portal hrvatske tehničke baštine. LZMK